# Azərbaycan Birinci Liqası
De Azerbeidzjaanse Eerste Divisie (Azerbeidzjaans: Azərbaycan Birinci Divizionu) is de nationale voetbalcompetitie op het tweede niveau die door de Azerbeidzjaanse voetbalbond (AFFA) wordt georganiseerd.
De competitie is na de onafhankelijkheid van Azerbeidzjan in 1992 van gestart gegaan. De competitie kende door de jaren verschillende aantal deelnemers en indelingen. In 1992 en 1993 werd er in twee regionale groepen gespeeld en sinds 1994 is er één competitie, met uitzondering van 2006/07 en 2007/08 toen er ook in twee groepen werd gespeeld gevolgd door een kampioens play-off.
Momenteel bestaat de competitie uit tien teams. De teams spelen twee keer tegen elkaar en de nummer een van de ranglijst promoveert naar de Azerbeidzjan Premyer Liqası, het hoogste niveau. Clubs moeten een licentie krijgen. Onder dit niveau is de Həvəskarlar Liqası, de amateurreeksen.

## Kampioenen en nummers twee
| Seizoen | Kampioen                                               | 2e plaats                                              |
| ------- | ------------------------------------------------------ | ------------------------------------------------------ |
| 1992    | Nicat Maştağa                                          | Kür Samux                                              |
| 1993    | A Avtomobilçi Yevlax B Xəzri Buzovna                   | A Polad Sumqayıt B Pambıqçı Neftçala                   |
| 1994    | A Azneftyağ Bakoe B Metallurq Sumqayıt                 | A Pambıqçı Neftçala MOIK Bakoe                         |
| 1994/95 | FK Shamkir                                             | SKA Bakoe                                              |
| 1995/96 | FC Sumqayıt                                            | Çinar Bakoe                                            |
| 1996/97 | A Kürmük Qax B Qum Adası                               | A Çnar Göyçay B Araz Bakoe                             |
| 1997/98 | FK Sahdag Qusar                                        | FK Şəfa                                                |
| 1998/99 | Inter Bakoe                                            |                                                        |
| 1999/00 | Şahdağ Quba                                            | FK Şəfa-2                                              |
| 2000/01 | MOIK Bakoe                                             | Ümid Bakoe                                             |
| 2001/02 | Lokomotiv İmişli                                       | Khazar Sumqayıt                                        |
| 2002/03 | geen competitie                                        | geen competitie                                        |
| 2003/04 | FC Genclerbirliyi Sumqayit                             | FK Göyazan Qazax                                       |
| 2004/05 | AMMK Bakoe                                             | FK Energetik Mingachevir                               |
| 2005/06 | Gilan Xanlar                                           | FK Khazar Lenkoran-2                                   |
| 2006/07 | A Standard Bakoe B Viləş Masalli                       | A ABN Bärdä B Göyəzən Qazax                            |
| 2007/08 | A NBC Salyan B MKT-Araz İmişli                         | A MOIK Bakoe B Bakili Bakoe                            |
| 2008/09 | ABN Bärdä                                              | FK Sahdag Qusar                                        |
| 2009/10 | FK Gäncä                                               | MOIK Bakoe                                             |
| 2010/11 | FK Absheron                                            | Ravan Bakoe                                            |
| 2011/12 | FK Qaradağ                                             | Neftçala FK                                            |
| 2012/13 | FK Ağsu                                                | FK Qaradağ                                             |
| 2013/14 | Araz-Naxçıvan PFK                                      | Neftçala FK                                            |
| 2014/15 | Neftçala FK                                            | FK Ağsu                                                |
| 2015/16 | Neftçala FK                                            | FK Qaradağ                                             |
| 2016/17 | PFK Turan Tovuz                                        | Səbail FK                                              |
| 2017/18 | FK Xəzər Lənkəran                                      | FK Qaradağ                                             |
| 2018/19 | MOIK Bakoe                                             | Sumqayıt PFK II                                        |
| 2019/20 | niet uitgespeeld vanwege coronapandemie. Geen promotie | niet uitgespeeld vanwege coronapandemie. Geen promotie |
| 2020/21 | Neftçi Bakoe-2                                         | FK Zaqatala                                            |
| 2021/22 | FK Qaradağ                                             | Şamaxı FK-2                                            |
| 2022/23 | Araz-Naxçıvan PFK                                      | Neftçi Bakoe-2                                         |
| 2023/24 | Inter Bakoe                                            | FK Qaradağ                                             |

Bakoe Sportinq ·
Cəbrayıl ·
Difai Ağsu ·
İmişli ·
Karvan Yevlax ·
Mingəçevir ·
MOIK ·
Qäbälä ·
Qaradağ ·
Zaqatala
Albanië · 
Andorra · 
Armenië · 
Azerbeidzjan · 
België (tot 2016 / vanaf 2016) ·
Bhutan ·
Bosnië-Herzegovina (BiH) · 
Bosnië-Herzegovina (RS) · 
Bulgarije · 
Curaçao · 
Cyprus · 
Denemarken · 
Duitsland · 
Engeland · 
Estland · 
Faeröer · 
Finland · 
Frankrijk · 
Georgië · 
Gibraltar · 
Griekenland · 
Hongarije · 
Ierland · 
IJsland · 
Israël · 
Italië · 
Kazachstan · 
Kosovo · 
Kroatië · 
Letland · 
Litouwen · 
Luxemburg · 
Malta · 
Moldavië · 
Montenegro · 
Nederland · 
Noord-Ierland · 
Noord-Macedonië · 
Noorwegen · 
Oekraïne · 
Oostenrijk · 
Polen · 
Portugal · 
Roemenië · 
Rusland · 
Schotland · 
Servië · 
Servië en Montenegro (FR Joegoslavië) ·
Slovenië · 
Slowakije · 
Sovjet-Unie · 
Spanje · 
Tsjechië · 
Tsjecho-Slowakije ·
Turkije · 
Turkse Republiek Noord-Cyprus · 
Wales (Noord) · 
Wales (Zuid) · 
Wit-Rusland · 
Zweden · 
Zwitserland